# Ождула
Ождула (рум. Ojdula) — село у повіті Ковасна в Румунії. Адміністративний центр комуни Ождула.
Село розташоване на відстані 172 км на північ від Бухареста, 39 км на схід від Сфинту-Георге, 62 км на північний схід від Брашова.

## Населення
За даними перепису населення 2002 року у селі проживали 3224 особи.
Національний склад населення села:
| Національність            | Кількість осіб | Відсоток |
| ------------------------- | -------------- | -------- |
| угорці                    | 2960           | 91,8%    |
| румуни                    | 182            | 5,6%     |
| цигани                    | 75             | 2,3%     |
| не вказали національність | 7              | 0,2%     |

Рідною мовою назвали:
| Мова      | Кількість осіб | Відсоток |
| --------- | -------------- | -------- |
| угорська  | 3044           | 94,4%    |
| румунська | 180            | 5,6%     |